# Défense islandaise

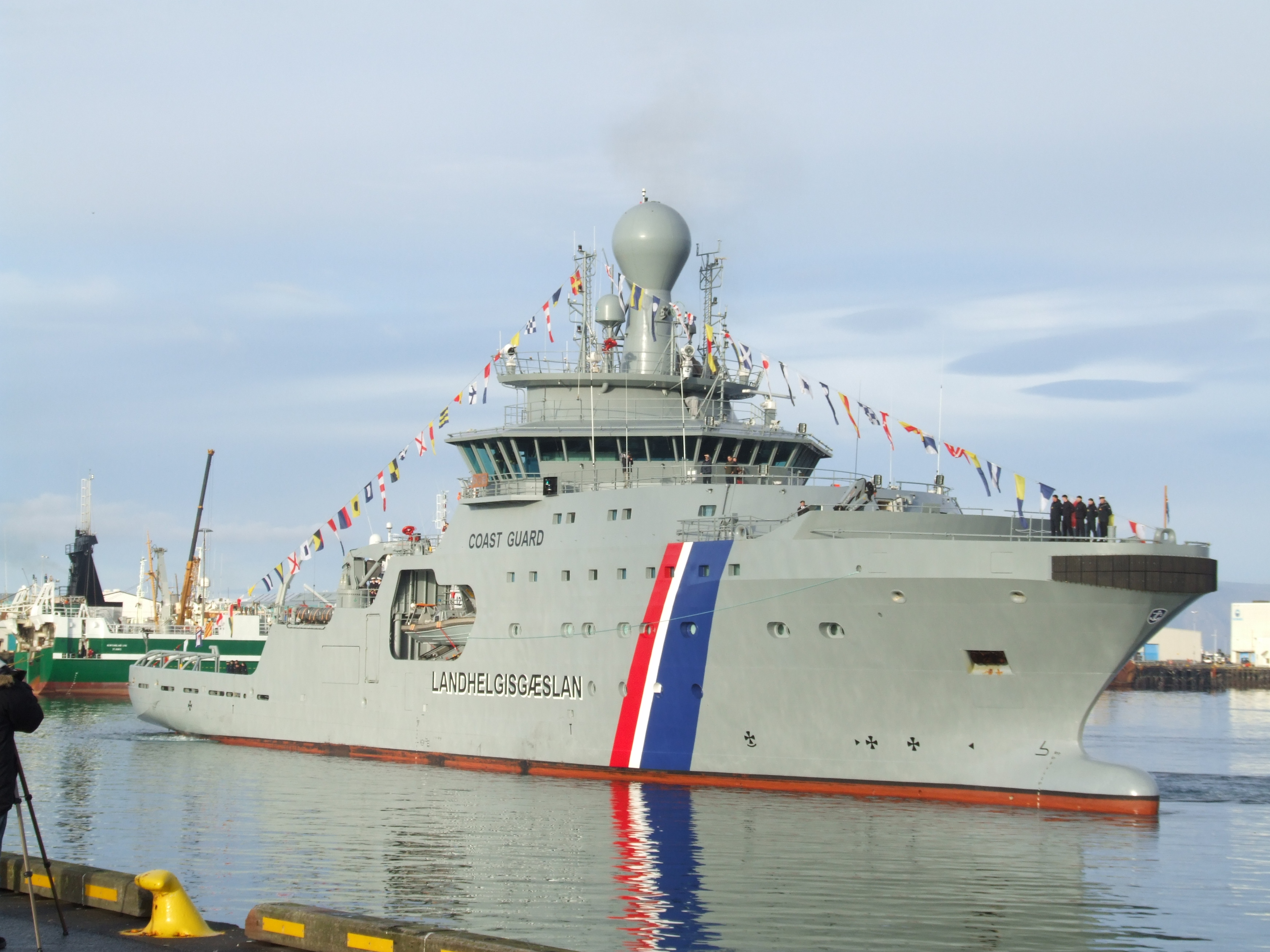
Le navire amiral de la Garde-côtes d'Islande à Reykjavík en 2011

La République Islandaise ne possédant pas d'armée, si ce n'est une unique unité d'infanterie et une cinquantaine de marins, la Défense islandaise est dans la pratique assurée par les États-Unis ; le pays a également des accords avec l'armée norvégienne, l'armée danoise et d'autres membres de l'OTAN pour sa sécurité intérieure.

## Historique
L'Islande fait partie de l'OTAN et participe également à son état-major. La défense de l’île était auparavant assurée par une présence des forces armées des États-Unis qui, depuis 1951, était sur la base de Keflavik. En 2006 toutefois, le gouvernement des États-Unis a fait part au gouvernement islandais de son intention de réduire de façon très importante sa présence militaire en Islande : en effet, depuis la fin de la guerre froide, l'île n'a plus la même valeur stratégique.
Le 30 septembre 2006, le dernier soldat américain quitte la base de Keflavik. La base est temporairement fermée jusqu'à ce que l'OTAN confirme l'envoi à partir du 1er avril 2008 de chasseurs pour assurer la police du ciel. Cette présence à temps partiel débute par l'envoi de 4 Mirage 2000 de l'armée de l'air française pour 6 semaines.

## Organisation
Des policiers et des fonctionnaires armés de ce pays participent à des missions de maintien de la paix pour l'ONU depuis 1950. Une unité créée en 1990, l'Unité islandaise de réponse aux crises, forte d'une centaine d'hommes sous les ordres d'un colonel, participe aux missions de l'OTAN et a participé en outre à la coalition militaire en Irak. Cette unité dispose d'armements modestes correspondant à ceux d'une compagnie d'infanterie :
- Fusils automatiques Kongsberg AG-3 (Norvège) ;
- Pistolet d'ordonnance Glock 17 (Autriche) ;
- Carabines d'assaut Diemaco C8 (Canada) ;
- Pistolets mitrailleurs Heckler & Koch MP5 (Allemagne) ;
- Mitrailleuses Rheinmetall MG3 (Allemagne).

Pour faciliter la logistique et l'emploi de l'unité, ces armes sont aussi celles en service chez les militaires danois et norvégiens.
Ces seuls militaires islandais disposent aussi de quelques Nissan Patrol blindées, armées et équipées de pneus plus larges et de nouvelles suspensions adaptées au terrain montagneux.
Le pays dispose de quatre stations radars dépendant d'une agence du ministère des affaires étrangères pour la surveillance de son espace aérien.
L'Islande dispose seulement de trois garde-côtes et de deux vedettes dépendant du ministère de la justice pour surveiller ses eaux territoriales ; flotte qui a été suffisante durant la « guerre de la morue » contre des chalutiers étrangers, en particulier britanniques.